# Rudolf Marro
Rudolf «Ruedi» Marro (* 15. August 1953 in Plaffeien) ist ein ehemaliger Schweizer Freistilringer im Weltergewicht.

## Erfolge
Marro war Teilnehmer der Olympischen Sommerspiele 1980 in Moskau. Dort unterlag er in der ersten Runde Pawel Pinigin sowie anschliessend Dan Karabín, sodass er nicht über die beiden Auftaktrunden hinauskam.
Bei den Europameisterschaften 1980 belegte er den achten Platz, ein Jahr darauf schloss er die Europameisterschaften auf dem 13. Platz ab.